# Citizen Zombie
Citizen Zombie  è il terzo album in studio del gruppo musicale britannico The Pop Group, pubblicato il 23 febbraio 2015.

## Descrizione
Il disco è stato pubblicato a 35 anni di distanza dal precedente disco contenente materiale inedito, ossia For How Much Longer Do We Tolerate Mass Murder? (1980).

## Tracce
1. Citizen Zombie – 3:52
2. Mad Truth – 3:47
3. Nowhere Girl – 3:26
4. Shadow Child – 2:45
5. The Immaculate Deception – 4:24
6. S.O.P.H.I.A. – 3:55
7. Box 9 – 3:37
8. Nations – 3:11
9. St. Outrageous – 3:44
10. Age of Miracles – 4:11
11. Echelon – 3:01

Durata totale: 39:53

## Formazione
- Mark Stewart – voce
- Gareth Sager – chitarra, sassofono, tastiere
- Dan Catsis – basso
- Bruce Smith – batteria, percussioni